# Viburnum
Viburnum L., 1753 è un genere di piante appartenente alla famiglia Viburnaceae, diffuso in America, Europa, Nord Africa e Asia.

## Descrizione
Sono alberi alti fino a 10 m e arbusti che possono raggiungere i 5 m di altezza, a fogliame caduco o persistente, hanno il fogliame molto decorativo e una caratteristica e abbondante fioritura, con fiori solitamente di colore bianco, profumati e riuniti in corimbi o cime ombrelliformi, cui segue in autunno una vistosa fruttificazione.

## Tassonomia
La classificazione tradizionale (Sistema Cronquist, 1981) assegna il genere Viburnum alla famiglia Caprifoliaceae.
La classificazione APG IV (2016) assegna il genere alla famiglia Adoxaceae, ma tale assegnazione è stata contraddetta da due pronunciamenti delle autorità di nomenclatura botanica che hanno ribadito la prevalenza della denominazione Viburnaceae (nomen conservandum) rispetto ad Adoxaceae. Attualmente l'APG si è adeguato a tale disposizione.
Il genere comprende oltre 200 specie

### Alcune specie
Tra le specie spolianti, coltivate come piante ornamentali, ricordiamo:
- Viburnum burejaeticum Regel & Herd., 1862 - noto come "viburno della Manciuria", arbusto deciduo che può raggiungere i 3 m di altezza
- Viburnum carlesii Hemsl., 1888 - originario della Corea e del Giappone, arbusto deciduo, alto fino a 2 m, con foglie ellittiche ovate, con larghe infiorescenze primaverili
- Viburnum cassinoides L., 1762 - arbusto alto 1,5-3,5 m, originario del Nord America, foglie ellittiche, ovate, di colore verde scuro, infiorescenze primaverili-estive di fiori bianchi, frutti eduli di colore nero-bluastro
- Viburnum dentatum L., 1753 - arbusto alto fino a 4,50 m, originario del Nord America, foglie ovate, di colore verde scuro, fiori di colore bianco riuniti in infiorescenze a fine primavera, frutti di colore nero-bluastro
- Viburnum dilatatum Thunb., 1784 - arbusto deciduo, originario del Giappone alto 2–3 m, foglie ovate, di colore grigio-verde, fioritura a fine primavera di infiorescenze con fiori di colore bianco e frutti di colore rosso
- Viburnum lantana L., 1753 - arbusto, con foglie opposte, ovali, fiori odorosi, campanulati di colore bianco, riuniti in cime emisferiche, i frutti sono drupe ovali, rosso-nerastre a maturità, spontaneo nei nostri boschi, alto fino a 5 m, chiamato volgarmente "viburno lantana"
- Viburnum lentago L., 1753 - arbusto o piccolo albero di 4,5–9 m, originario del Nord America, con rami di colore grigio-brunastro, foglie di colore verde scuro brillante, finemente seghettate, infiorescenze primaverili dai minuscoli fiorellini bianchi, i frutti sono drupe ovali di colore rosso
- Viburnum macrocephalum Fortune, 1847 - originario della Cina con cime globose simili a quelle dell'ortensia, bianchi, che fioriscono ad aprile. Più sensibile al freddo.
- Viburnum opulus L., 1753 - arbusto alto fino a 6 m, noto col nome di "oppiono", "palla di neve" o "pallone di maggio", con rami lisci di colore grigio, foglie profondamente trilobate con margine seghettato, di colore verde superiormente, più chiare inferiormente, spontaneo in Italia, con numerose varietà, (tra le quali citiamo V. opulus  var. americanum),  che a maggio porta grosse infiorescenze pendule di fiori bianchi, all'estremità dei rami, i frutti sono drupe riunite in grappoli terminali di colore arancio-rossastre, edibili e succose che portano un solo seme
- Viburnum plicatum Thunb., 1794 - arbusto alto fino a 4 m, originario di Cina e Giappone, con fitte infiorescenze dai fiori di colore bianco o rosa
- Viburnum prunifolium L., 1753 - noto come "viburno americano", albero, grande arbusto di 3.6–5 m di altezza o albero alto fino a 7,50 m, di origine nordamericana, ha rami lisci e di colore marrone-scuro, foglie opposte, ellittiche, serrate di colore verde opaco, con margini finemente seghettati, fiori bianchi non profumati riuniti in grappoli terminali in aprile-maggio, i frutti sono drupe ellittiche, di colore rosa e nero-bluastro a maturità, edibili.

Tra le specie sempreverdi citiamo:
- Viburnum davidii Franch. 1885 (publ. 1886) - arbusto sempreverde, dalla fioritura precoce
- Viburnum odoratissimum Ker Gawl., 1820 - arbusto sempreverde, originario di Cina e Giappone, alto fino a 7.5 –9 m, dai fiori profumati che si aprono a maggio.
- Viburnum tinus L., 1753 - spontaneo nella zona mediterranea e Sudest Europa, chiamato volgarmente "viburno tino", "laurotino" o "lentaggine", arbusto sempreverde, alto oltre i 3 m, con foglie di colore verde-scuro, ovali e arrotondate, consistenti, fiori bianchi con boccioli rosa, che in alcune zone sbocciano dall'autunno al pieno inverno

Tra le specie ibride da giardino citiamo:
- Viburnum × carlcephalum Burkwood ex Rullo, Brach & Gandhi, 2020 - arbusto grande che fiorisce in primavera, ibrido artificiale (V. carlesii × V. macrocephalum)

## Usi
- Come pianta ornamentale nei parchi e giardini, come macchie isolate, boschetti o coltivato in vaso sui terrazzi.
- Il decotto di foglie viene utilizzato come lozione per scurire i capelli [senza fonte]
- Le aste delle frecce della mummia del Similaun, anche nota come Ötzi, erano state fabbricate con getti di viburno[8].
- Come pianta medicinale le specie V. lantana, V. opulus e V. prunifolium [senza fonte]

### Proprietà medicinali
- V. lantana
  - Il decotto di foglie raccolte in maggio, vanta proprietà astringenti e antidiarroiche; per uso esterno viene utilizzato per lavaggi, sciacqui astringenti, lozione contro l'alopecia
  - Il succo dei frutti raccolti in agosto-settembre ha proprietà antidiarroiche; mentre per uso esterno il decotto viene utilizzato per clisteri astringenti
- V. opulus
  - La polvere e l'infuso di corteccia raccolta e seccata in autunno, vanta proprietà calmanti del sistema nervoso, contro le contrazioni uterine, e purgative
  - L'infuso di fiori freschi ha un'azione purgativa
  - L'infuso di fiori secchi ha un'azione sudorifera
- V. prunifolium
  - L'estratto fluido o la tintura di corteccia ha proprietà sedative, anispastiche, antiabortive, curative nella dismenorrea, nelle coliche e nella diarrea

## Coltivazione
Richiede posizione soleggiata o a mezzo-sole, terreno acido fresco.
Si moltiplica con la semina, per mezzo di talea, per margotta e in alcune specie e varietà esotiche per innesto.

## Arte e poesia
- La famosa canzone russa "Kalinka" è dedicata al fiore del viburno

(Kalinka)
- Nell'incipit della poesia di Giovanni Pascoli "Il gelsomino notturno" si presenta l'immagine di farfalle che volano tra i viburni

(Il gelsomino notturno, Giovanni Pascoli)
- I benandanti combattevano per il bene con rametti di viburnum, il tribunale dell'inquisizione ne inibisce l'utilizzo: